# Nola karelica
Nola karelica is een nachtvlinder uit de familie van de visstaartjes (Nolidae). 
De soort komt voor in het noorden van het Palearctisch gebied, in Oost-Azië en in Armenië.
De imago heeft een spanwijdte tussen 17 en 22 millimeter.
Nola karelica gebruikt kruipwilg en rijsbes als waardplanten.